# 大象漫步

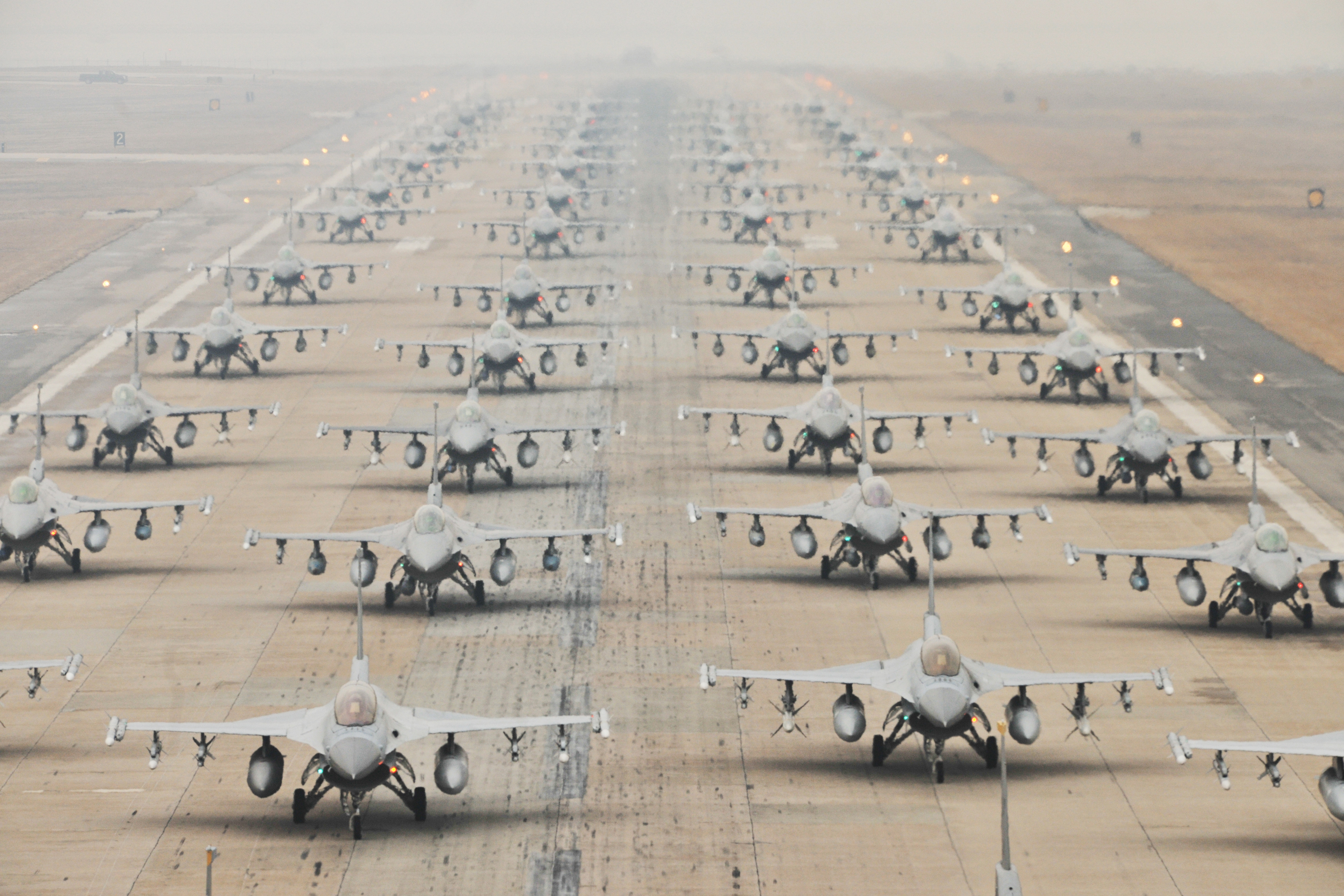
美韓聯合軍演時，兩國空軍的F-16戰隼戰鬥機演練大象漫步，攝於群山機場，2012年。

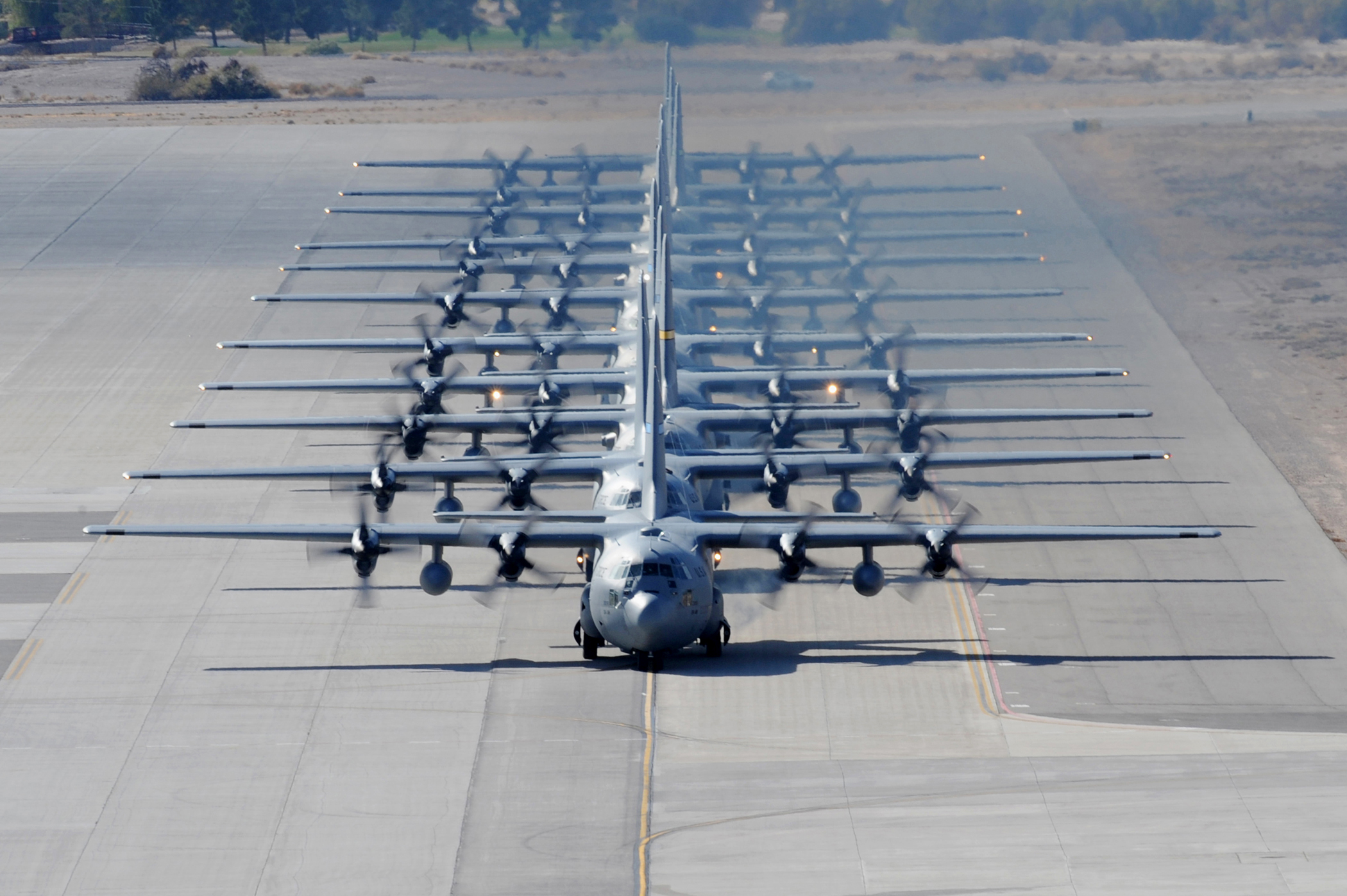
一個由C-130大力神運輸機組成的大象漫步隊形，攝於美國空軍内利斯空军基地，2009年。

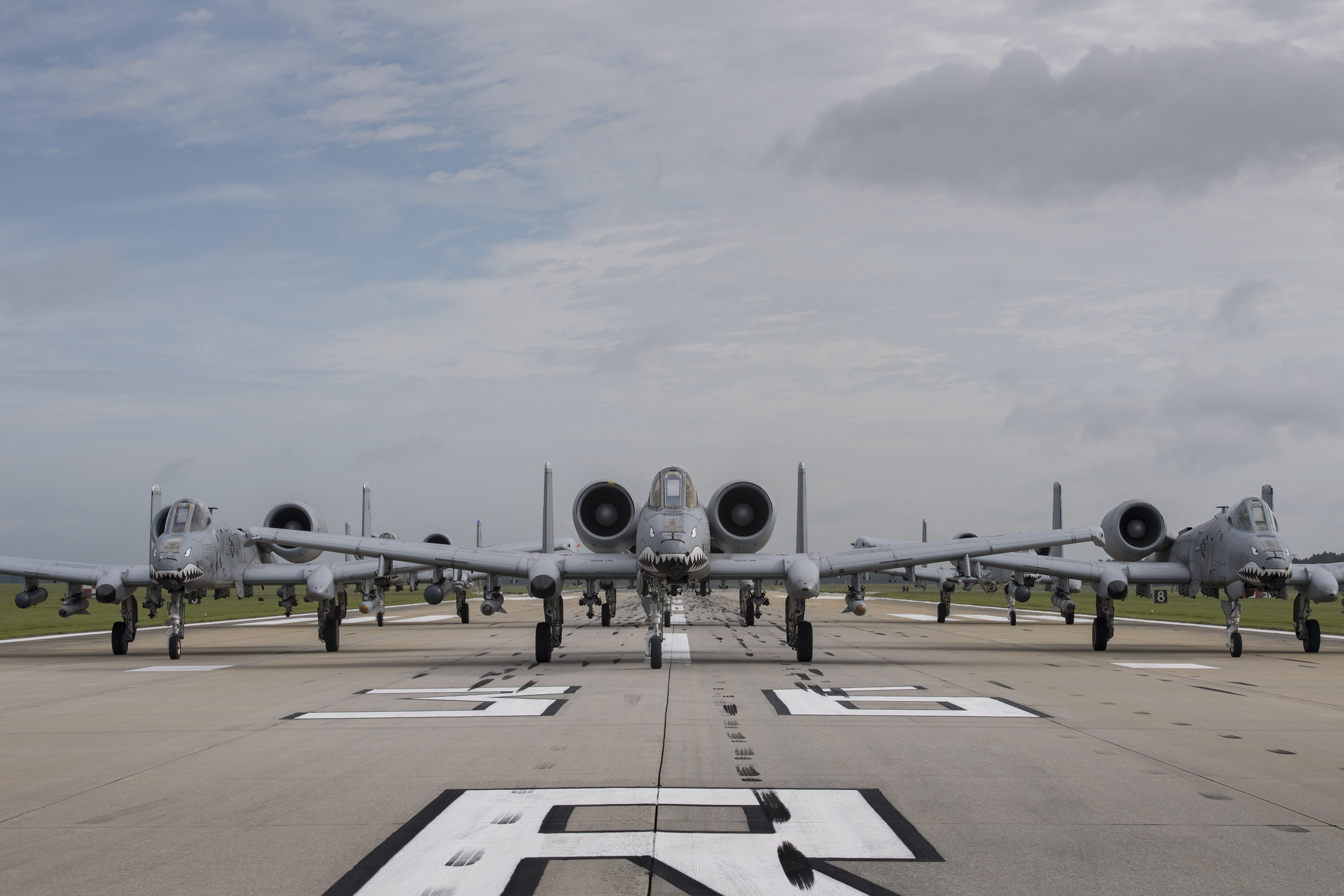
一個由A-10雷霆二式攻擊機組成的大象漫步隊形，攝於美國空軍穆迪空軍基地，2017年。

大象漫步（Elephant walk），或是大象走路，是美国空军使用的术语，特指空军飞机在起飞前，在滑行道或跑道集结，形成互相靠近的队形，通常伴随着最小間隔起飛。

## 起源
大象漫步这个词的使用可以追溯到第二次世界大战，当时轰炸机進行轟炸任務時，因載彈量、轟炸精準度、通訊等各方面的考量，常需组成编队起飛对敵方进行轰炸。当大量轰炸机在滑行道上集结，后机的机鼻紧貼著前机的机尾時，類似大象成群结队向水源移動的情景，因此得名。后来大象漫步成为美国空军术语之一，用于形容大批飞机全体出动。

## 战术应用
大象漫步在展示军事单位实力，以及互相协同的默契上有很好的效果。通常在战时，或者重大行动例如大型演习时，采用这类编队，集结大批全副武装的军用飞机。